# Hipparchia krymaea
Hipparchia krymaea är en fjärilsart som beskrevs av Leo Andrejewitsch Sheljuzhko 1929. Hipparchia krymaea ingår i släktet Hipparchia och familjen praktfjärilar. Inga underarter finns listade i Catalogue of Life.